# ماری مورو
ماری مورو (به انگلیسی: Mari Morrow)  (زاده ۱۸ فوریه ۱۹۷۴)  بازیگر و مدل آمریکایی است.
از فیلم‌های معروف او می‌توان به فیلم چیره‌دستی اشاره کرد.

## زندگی و حرفه

### کودکی
ماری مورو در شهر میامی ایالت فلوریدا زاده شد. او در کودکی بازیگری در تئاتر را با هدف جمع‌آوری پول برای دانش‌آموزان فقیر آغاز کرد. مورو با تحصیل در مدرسه هنر تیش وابسته به دانشگاه نیویورک٬ تخصص خود در زمینه رقص و تئاتر را کسب کرد.

### زندگی حرفه‌ای
ماری مورو برای اولین بار در سال ۱۹۹۲ با بازی در نقش وندی مالو در برنامه تلویزیونی معروفی به نام بی‌واچ در تلویزیون ظاهر شد.
او همچنین در فیلم‌های کودکان ذرت ۳: برداشت شهری و امنیت ملی ایفای نقش کرده است.

### زندگی شخصی
مورو در سال ۱۹۹۴ با تاجری به نام کارل جانسون ازدواج کرد ولی در سال ۱۹۹۷ از او جدا شد. او دارای ۲ فرزند پسر است.
ماری علاوه بر بازیگری٬ به عنوان مشاور املاک در لس آنجلس٬ کالیفرنیا مشغول به کار است.